# John Prine
John Edward Prine (ur. 10 października 1946 w Maywood w stanie Illinois, zm. 7 kwietnia 2020 w Nashville) – amerykański wokalista, kompozytor, autor tekstów do muzyki country i aktor.